# Dhiddhoo (Lhaviyani)
Pour les articles homonymes, voir Dhiddhoo.
Dhiddhoo ou Dhidhdhoo (parfois Olhukolhu Dhidhdhoo) est une petite île inhabitée des Maldives.

## Géographie
Dhidhdhoo est située dans le centre des Maldives, dans l'Ouest de l'atoll Faadhippolhu, dans la subdivision de Lhaviyani.